# Aruküla (Pühalepa)
Aruküla − wieś w Estonii, w prowincji Hiuma, w gminie Pühalepa na wyspie Hiuma.

## Nazwa
Nazwa wsi wywodzi się od estońskiego słowa aru, które oznacza suchy ląd.